# 결혼 터는 남자들
《결혼 터는 남자들》은 2015년 2월 24일부터 2015년 5월 17일까지 MBC 에브리원에서 방송된 예능 프로그램이다.
이 프로그램은 당초 화요일 밤 11시에 편성되었으나 2015년 4월 19일부터 일요일로 옮겨졌는데 김구라가 공동 MC로 활동한 SBS 《동상이몽, 괜찮아 괜찮아》의 화요일 정규 편성설이 제기된 것으로 풀이되지만 결국 이 프로그램은 토요일 밤 8시 45분에 정규 편성됐으나 SBS가 그래, 그런거야를 통해 주말 9시 드라마를 부활시킴에 따라 2016년 2월 15일부터 월요일 밤 11시 10분으로 이동하기도 했다.

## 진행자
- 김성주
- 손준호
- 김구라
- 장동민
- 오창석

## 같이 보기
- 자기야 - 백년손님